# Calyptomyrmex brunneus
Calyptomyrmex brunneus é uma espécie de formiga do gênero Calyptomyrmex, pertencente à subfamília Myrmicinae.